# Джулія Штайнгрубер
Джулія Штайнгрубер (англ. Giulia Steingruber, нар. 24 березня, 1994 року, Госсау, Санкт-Галлен, Швейцарія) — швейцарська гімнастка, олімпійська медалістка, шестиразова чемпіонка Європи. Перша в історії Швейцарії абсолютна чемпіонка Європи та призерка Олімпійських ігор.

## Спортивна кар'єра

#### 2017
Через травму змушена була знятися з чемпіонату Європи.

#### 2018
У липні через розрив передньої хрестоподібної зв'язки лівого коліна, який залишив поза спортом протягом восьми місяців, думала про завершення кар'єри. Пропустила чемпіонат Європи та чемпіонат світу.
2019
На чемпіонаті світу у фіналі багатоборства посіла вісімнадцяте місце, що дозволило здобули особисту ліцензію на Літні Олімпійські ігри 2020 у Токіо, Японія.

#### 2021
1 жовтня оголосила про завершення спортивної кар'єри.

## Виступи на Олімпіадах
| Олімпіада   | Дисципліна         | Місце |
| ----------- | ------------------ | ----- |
| Лондон 2012 | абсолютна першість | 14    |
| Ріо 2016    | абсолютна першість | 10    |
| Ріо 2016    | опорний стрибок    | 3     |
| Ріо 2016    | вільні вправи      | 8     |

## Результати на турнірах
| Рік  | Змагання                     | КБ | ІБ | Опорний стрибок | Різновисокі бруси | Колода | Вільні вправи |
| ---- | ---------------------------- | -- | -- | --------------- | ----------------- | ------ | ------------- |
| 2010 | Чемпіонат світу              | 16 |    |                 |                   |        |               |
| 2011 | Чемпіонат світу              | 18 | 16 | 5               |                   |        |               |
| 2012 | Олімпійський тестовий турнір |    | 7  | 5               |                   |        |               |
| 2012 | Олімпійські ігри             |    | 14 |                 |                   |        |               |
| 2013 | Чемпіонат Європи             |    | 4  | 1               |                   |        | 6             |
| 2013 | Чемпіонат світу              |    | 7  | 4               |                   |        | 5             |
| 2014 | Чемпіонат Європи             | 8  |    | 1               |                   | 8      | 3             |
| 2014 | Чемпіонат світу              | 19 | 15 | 5               |                   |        |               |
| 2015 | Чемпіонат Європи             |    | 1  | 2               | 6                 |        | 3             |
| 2015 | Європейські ігри             | 6  | 2  | 1               |                   | 3      | 1             |
| 2015 | Чемпіонат світу              |    | 5  | 7               |                   |        |               |
| 2016 | Олімпійський тестовий турнір | 6  |    |                 |                   |        |               |
| 2016 | Чемпіонат Європи             | 4  |    | 1               | 6                 |        | 1             |
| 2016 | Олімпійські ігри             |    | 10 | 3               |                   |        | 8             |
| 2017 | Чемпіонат світу              |    | 7  | 3               |                   |        |               |
| 2018 | Кубок виклику в Копері       |    |    | 1               | 5                 | 2      | 1             |
| 2019 | Чемпіонат світу              | 17 | 18 |                 |                   |        |               |
| 2021 | Чемпіонат Європи             |    |    | 1               |                   |        |               |
| 2021 | Олімпійські ігри             |    | 15 |                 |                   |        |               |

## Іменний елемент
На чемпіонаті світу 2011 року в Токіо, Японія, продемонструвала новий елемент у вправі на колоді, який отримав назву "Steingruber".